# Friedrich Wilhelm Jähns

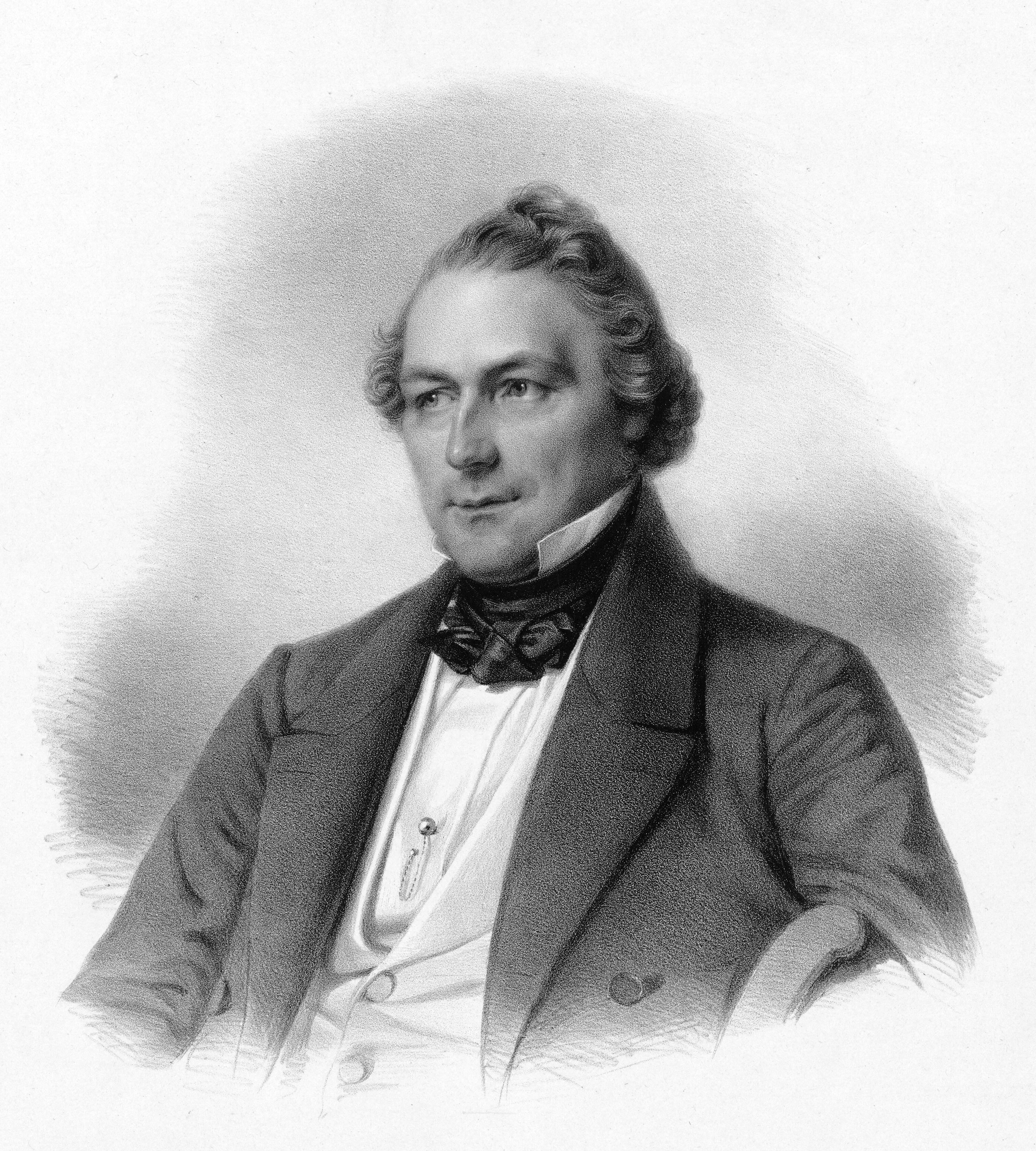
Friedrich Wilhelm Jähns, 1850

Friedrich Wilhelm Jähns (* 2. Januar 1809 in Berlin; † 8. August 1888 ebenda) war ein deutscher Gesangslehrer, Komponist und Musikschriftsteller sowie königlich preußischer Musikdirektor.

## Herkunft
Seine Eltern waren der Berliner Spieluhrmachermeister und Kunsthandwerker Johann Christoph Jähns (1766–1833) und dessen Ehefrau Dorothea Sophia Koch (1767–1833).

## Leben
Jähns trat schon in seiner Jugend auf einer Berliner Privatbühne auf, gab die Theaterlaufbahn jedoch später auf, um sich dem Gesangsunterricht zu widmen. Von seinem Erfolg auf diesem Gebiet zeugt die Zahl seiner Schüler und Schülerinnen, deren er mehr als 900 ausgebildet hat, darunter die Prinzessin Luise von Preußen. In den Jahren von 1828 bis 1838 war er Sänger in der Sing-Akademie zu Berlin. Auch als Dirigent bewährte er sich bei zahlreichen Aufführungen des 1845 von ihm begründeten und bis 1870 geleiteten Chorgesangvereins.
Inzwischen war er auch auf fast allen Kompositionsgebieten schöpferisch tätig und fand besonders mit seinen Vokalwerken allgemeinen Beifall.
Jähns veröffentlichte 1871 das Werkverzeichnis: Carl Maria von Weber in seinen Werken, chronologisch-thematisches Verzeichnis seiner sämtlichen Compositionen. Auf die Nummerierung in diesem Jähnsverzeichnis wird abgekürzend mit J. oder JV verwiesen.
Er ergänzte das Verzeichnis durch die Biographie: Carl Maria von Weber, eine Lebensskizze nach authentischen Quellen (Leipzig 1873).
Wilhelm Jähns starb 1888 im Alter von 79 Jahren in Berlin. Sein Grab befindet sich auf dem Friedhof I der Jerusalems- und Neuen Kirchengemeinde in Berlin-Kreuzberg.

## Familie
Er heiratete im Jahr 1833 Ida von Klöden (1816–1886), eine Tochter des Karl Friedrich von Klöden (1786–1856).
Sein Sohn war der Oberstleutnant Max Jähns (1837–1900).

## Schriften
- Carl Maria von Weber in seinen Werken. (google.de).
- Carl Maria von Weber. Eine Lebensskizze. 1873 (archive.org).